# Alegeri legislative în Germania, 1994
Alegerile legislative germane din 1994 au avut loc la 16 octombrie 1994. S-au ales membrii parlamentului (bundestagului) Republicii Federale Germania.

## Problemele și campania
Membrii partidului social-democrat SPD și-au ales un candidat oficial pentru postul de cancelar - împotriva lui Helmut Kohl, CDU. Au intrat în discuție Rudolf Scharping, Gerhard Schröder și Heidemarie Wieczorek-Zeul. Cele mai multe voturi le-a întrunit Scharping, la acea vreme prim-ministru al landului Renania-Palatinat. Tensiunea dintre Scharping și ceilalți lideri SPD Oskar Lafontaine și Gerhard Schröder i-au îngreunat însă campania electorală.
Pentru prima dată partidul Verzii părea dispus să se alăture unei guvernări - în cazul în care coaliția SPD-Verzii ar fi întrunit împreună majoritatea în bundestag.

## Rezultatele
| Partidul                               | Numărul de voturi primite | Procentaj       | Locuri în bundestag | Procentajul locurilor |
| -------------------------------------- | ------------------------- | --------------- | ------------------- | --------------------- |
| Uniunea Creștin-Democrată, CDU         | 16.089.960                | 34,2 % / -2,5 % | 244 / -24           | 36,3 %                |
| Uniunea Creștin-Socială, CSU           | 3.427.196                 | 7,3 % / +0,2 %  | 50 / -1             | 7,4 %                 |
| Partidul Liber-Democrat, FDP           | 3.258.407                 | 6,9 % / -4,1 %  | 47 / -32            | 7,0 %                 |
| Partidul Social-Democrat, SPD          | 17.140.354                | 36,4 % / +2,9 % | 252 / +13           | 37,5 %                |
| Verzii¹                                | 3.424.315                 | 7,3 % / +2,3 %  | 49 / +41            | 7,3 %                 |
| Partidul Socialismului Democratic, PDS | 2.066.176                 | 4,4 % / +2,0 %  | 30 / +13            | 4,5 %                 |
| Alții                                  | 1.698.766                 | 3,6 %           | 0                   | 0,0 %                 |
| Total                                  | 47.105.174                | 100 %           | 672 / +10           | 100 %                 |

¹Totalul de la partidul Verzilor reflectă unirea dintre Partidul Verde din vestul și cel din estul Germaniei.

## După alegeri
Coaliția dintre fracțiunea comună CDU/CSU și FDP a rămas la putere, cu Helmut Kohl drept cancelar.
PDS și-a asigurat 4 locuri directe, făcându-l eligibil pentru statutul deplin de grup  parlamentar (fracțiune parlamentară) și reprezentare proporțională, chiar dacă a rămas sub pragul de 5 % din totalul voturilor.